# Yang Hak-seon
Dans ce nom coréen, le nom de famille, Yang, précède le nom personnel.
Yang Hak-seon, né le 6 décembre 1992 à Séoul, est un gymnaste sud-coréen, spécialiste du saut de cheval.
Il devient champion olympique de l'agrès du saut, lors des Jeux de Londres le 6 août 2012.
À la suite de sa victoire aux JO, un promoteur immobilier sud-coréen lui offre un appartement de standing pour avoir décroché la toute première médaille d'or de son pays en gymnastique depuis 1988,, après que le champion olympique, ayant jusqu'alors vécu dans un abri de fortune, eut déclaré qu'il désirait faire construire une maison pour ses parents.
Il participe à l'émission 100 % physique ! diffusé sur Netflix

## Palmarès

### Jeux olympiques
- Londres 2012
  -  médaille d'or au saut de cheval

### Championnats du monde
- Tokyo 2011
  -  médaille d'or au saut de cheval

- Anvers 2013
  -  médaille d'or au saut de cheval